# Samuel Umtiti
Samuel Yves Umtiti (phát âm tiếng Pháp: [samɥɛl umtiti]; sinh ngày 14 tháng 9 năm 1993), thường được biết đến với tên gọi Samuel Umtiti, là một cầu thủ bóng đá chuyên nghiệp người Pháp gốc Cameroon hiện đang thi đấu ở vị trí trung vệ cho câu lạc bộ Ligue 1 Lille.
Anh bắt đầu sự nghiệp cầu thủ chuyên nghiệp ở Lyon từ năm 2012, dành Cúp bóng đá Pháp và Siêu cúp bóng đá Pháp cùng năm đó. Anh chơi tổng cộng 170 trận và ghi được 5 bàn thắng trước khi chuyển tới FC Barcelona với giá 25 triệu euro vào mùa hè 2016.
Sau khi thi đấu 47 trận và ghi 3 bàn ở đội trẻ, cũng như giành chức vô địch Giải vô địch bóng đá U-20 thế giới 2013, Umtiti ra mắt đội tuyển Pháp ở Euro 2016 và World Cup 2018.

## Sự nghiệp CLB

### Lyon
Umtiti xuất hiện trong đội hình của Lyon lần đầu vào 16 tháng 8 năm 2011, trong trận thắng Rubin Kazan 3–1 ở Champions League. A tạo ấn tượng mạnh trong trận thắng 3-1 trước địch thủ Lyon-Duchère vào ngày 8,thang 1 năm 2012 ở Cúp bóng đá Pháp game. 6 ngày sau,anh đã chơi cả trận trước chiến thắng 1-0 trên sân của Montpellier tại Ligue 1. He made a total of 18 appearances in all competitions in his [[2011–12 Olympique Lyonnais season|first season
Trong mùa giải 2012-2013, anh trở thành cầu thủ trụ cột của CLB Lyon. Ngày 12 tháng 1 năm 2013, trong trận thắng 2-1 trước Troyes trên sân khách, anh ghi bàn thắng đầu tiên trong sự nghiệp. Anh kết thúc mùa giải với 32 lần ra sân trên tất cả mọi đấu trường và hai bàn thắng.

### Barcelona
Ngày 30 tháng 6 năm 2016, Umtiti ký hợp đồng với CLB FC Barcelona với giá trị chuyên nhượng là €25 million.

## Sự nghiệp quốc tế

### Đội trẻ
Umtiti góp mặt trong các lửa trẻ của tuyển Pháp, góp mặt từ U17 Pháp đến cấp độ U21 Pháp. Anh là thành viên không thể thiếu của đội trước lần đầu vô địch FIFA U-20 World Cup năm 2013. Anh chơi gần như tất cả các trận đầu ngoại trừ trận chung kết trước U20 Urugoay vì thẻ đỏ trong trận bán kết khi gặp U20 Ghana

### Cấp cao
Umtiti đã được sinh ra và trải qua hai năm đầu tiên của mình tại thành phố Cameroon ở Yaoundé. Liên đoàn bóng đá Cameroon và cựu cầu thủ Roger Milla đã gặp cố vấn của anh trong một nỗ lực không thành công để có được anh để đại diện cho Đội tuyển bóng đá quốc gia Cameroon của họ.
Umtiti, người đã đạt lên trình độ cao hơn, được lựa chọn bởi HLV tuyển Pháp Didier Deschamps đẻ trở thành 1 phần trong Euro 2016 và thay thế cho trung vệ Jérémy Mathieu. Umtiti chơi đủ 90' trong trận thắng 5-2 trước Đội tuyển bóng đá quốc gia Iceland ở sân Stade de France ngày 3,tháng 7 năm 2016, thay thế cho sự vắng mặt của Adil Rami.
Anh góp mặt lần thứ 3 cho tuyển Pháp trong trận chung kết trước Đội tuyển bóng đá quốc gia Bồ Đào Nha và thể hiện được phẩm chất ấn tượng trong khâu phòng ngự, mặc dù Pháp thua sát nút với tỉ số 1-0 ở phút 109 bởi Éder.
Tại World Cup 2018 tổ chức tại Nga, anh chỉ có được một bàn thắng trong trận thắng 1-0 trước Bỉ, qua đó đội bóng áo lam giành quyền vào chơi ở trận chung kết sau 20 năm chờ đợi kể từ World Cup 1998 và giành chức vô địch lần thứ hai sau khi vượt qua Croatia ở trận chung kết.

## Thống kê sự nghiệp

### Câu lạc bộ
Tính đến ngày 4 tháng 5 năm 2019.
| Câu lạc bộ          | Mùa giải            | Giải đấu | Giải đấu | Cúp quốc gia1 | Cúp quốc gia1 | Cúp liên đoàn | Cúp liên đoàn | Châu Âu2 | Châu Âu2 | Khác3 | Khác3 | Tổng cộng | Tổng cộng |
| Câu lạc bộ          | Mùa giải            | Trận     | Bàn      | Trận          | Bàn           | Trận          | Bàn           | Trận     | Bàn      | Trận  | Bàn   | Trận      | Bàn       |
| ------------------- | ------------------- | -------- | -------- | ------------- | ------------- | ------------- | ------------- | -------- | -------- | ----- | ----- | --------- | --------- |
| Lyon                | 2011–12             | 12       | 0        | 3             | 0             | 3             | 0             | 0        | 0        | —     | —     | 18        | 0         |
| Lyon                | 2012–13             | 26       | 1        | 0             | 0             | 0             | 0             | 6        | 1        | 0     | 0     | 32        | 2         |
| Lyon                | 2013–14             | 28       | 0        | 1             | 0             | 3             | 0             | 10       | 0        | —     | —     | 42        | 0         |
| Lyon                | 2014–15             | 35       | 1        | 2             | 0             | 1             | 0             | 2        | 1        | —     | —     | 40        | 2         |
| Lyon                | 2015–16             | 30       | 1        | 2             | 0             | 1             | 0             | 4        | 0        | 1     | 0     | 38        | 1         |
| Lyon                | Tổng cộng           | 131      | 3        | 8             | 0             | 8             | 0             | 22       | 2        | 1     | 0     | 170       | 5         |
| Barcelona           | 2016–17             | 25       | 1        | 9             | 0             | —             | —             | 8        | 0        | 1     | 0     | 43        | 1         |
| Barcelona           | 2017–18             | 25       | 1        | 4             | 0             | —             | —             | 9        | 0        | 2     | 0     | 40        | 1         |
| Barcelona           | 2018–19             | 14       | 0        | 0             | 0             | —             | —             | 1        | 0        | 0     | 0     | 15        | 0         |
| Barcelona           | 2019-2020           | 11       | 0        |               |               |               |               | 3        | 0        | 1     | 0     | 15        | 0         |
| Barcelona           | Tổng cộng           | 63       | 2        | 13            | 0             | —             | —             | 18       | 0        | 3     | 0     | 112       | 2         |
| Tổng cộng sự nghiệp | Tổng cộng sự nghiệp | 215      | 5        | 21            | 0             | 8             | 0             | 40       | 2        | 4     | 0     | 303       | 7         |

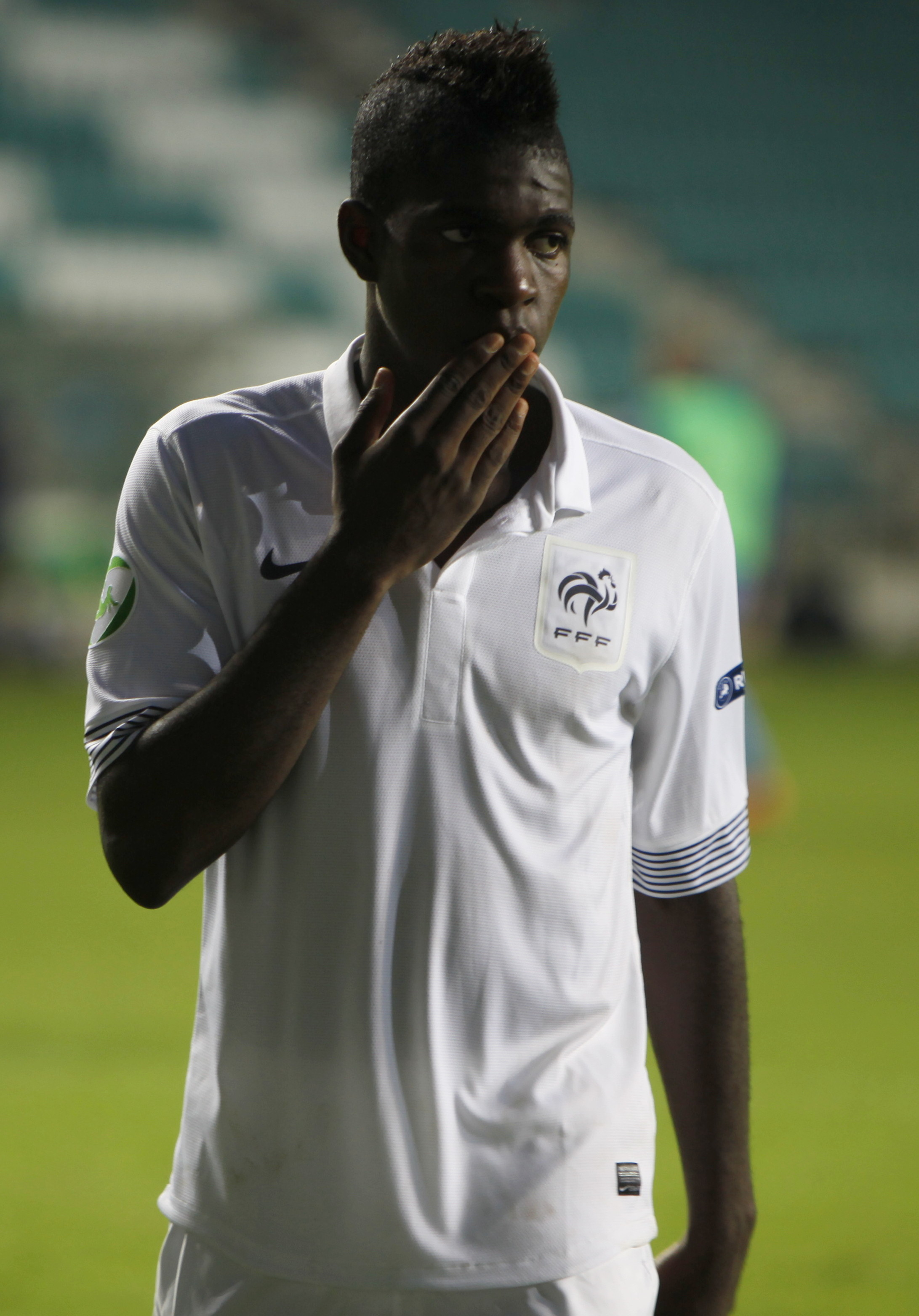
Umtiti trong trận đấu giữa với năm 2012

1Coupe de France appearances.
2Includes UEFA Europa League và UEFA Champions League appearances.
3Trophée des Champions appearance.

### Quốc tế
Tính đến ngày 8 tháng 6 năm 2019.
| Đội tuyển quốc gia | Năm       | Trận | Bàn |
| ------------------ | --------- | ---- | --- |
| Pháp               | 2016      | 4    | 0   |
| Pháp               | 2017      | 10   | 1   |
| Pháp               | 2018      | 13   | 2   |
| Pháp               | 2019      | 4    | 1   |
| Tổng cộng          | Tổng cộng | 31   | 4   |

### Bàn thắng quốc tế
| #  | Ngày                | Địa điểm                                       | Đối thủ | Bàn thắng | Kết quả | Giải đấu            |
| -- | ------------------- | ---------------------------------------------- | ------- | --------- | ------- | ------------------- |
| 1. | 13 tháng 6 năm 2017 | Stade de France, Saint-Denis, Pháp             | Anh     | 1–1       | 3–2     | Giao hữu            |
| 2. | 1 tháng 6 năm 2018  | Allianz Riviera, Nice, Pháp                    | Ý       | 1–0       | 3–1     | Giao hữu            |
| 3. | 10 tháng 7 năm 2018 | Sân vận động Krestovsky, Saint Petersburg, Nga | Bỉ      | 1–0       | 1–0     | World Cup 2018      |
| 4. | 25 tháng 3 năm 2019 | Stade de France, Saint-Denis, Pháp             | Iceland | 1–0       | 4–0     | Vòng loại Euro 2020 |

## Danh hiệu

### Câu lạc bộ

#### Lyon
- Coupe de France: 2011–12
- Trophée des Champions: 2012

#### Barcelona
- La Liga: 2017–18, 2018–19
- Copa del Rey: 2017–18, 2020–21

### Quốc tế
- FIFA U-20 World Cup: 2013
- Á quân UEFA Euro 2016
- FIFA World Cup: 2018